# 鉄道空白地帯

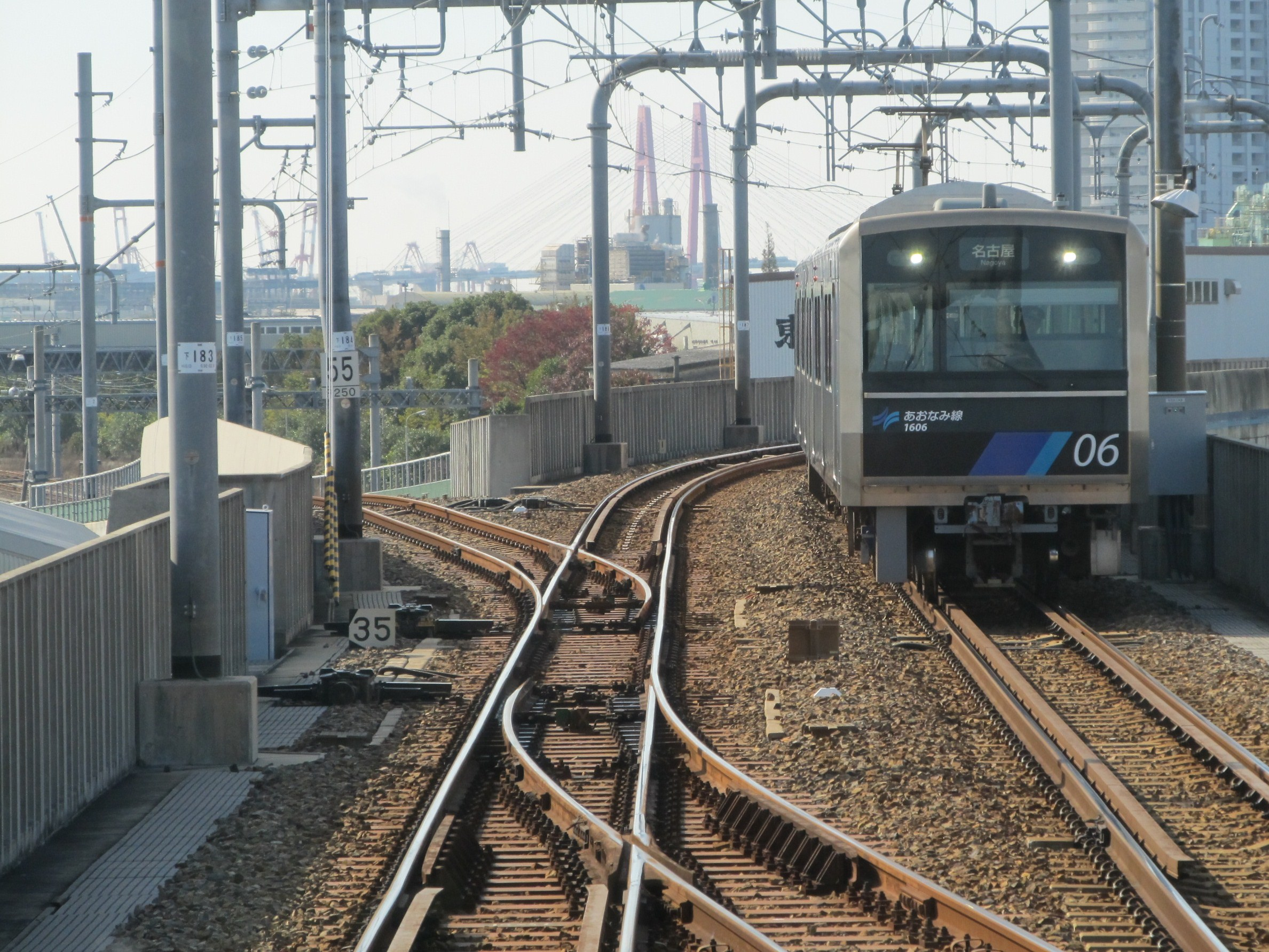
鉄道空白地帯を解消する政策が盛んに行われている名古屋市（名古屋臨海高速鉄道西名古屋港線（あおなみ線））

鉄道空白地帯（てつどうくうはくちたい）とは、人の生活圏でありながら鉄道が整備されていない地帯。とりわけ鉄道の発達した国や都市の中にありながら鉄道の利便性を享受できない一部地域という意味合いが強く、交通政策上の課題として扱われる概念である。類似の概念に陸の孤島がある。

## 概要
最寄りの鉄道駅からどれぐらい離れていれば鉄道空白地帯になるのかについては、都市化の度合いや人口密度にも影響され、これらの地域を補完する路線バスなど他の交通機関の事情も絡むため、用いる者によって一定しない。
世界的には、モータリゼーションの進展によりかつてほどの重要性は薄れているものの、貨物輸送、旅客輸送ともに概ね300 kmを超える中長距離の大量輸送に関しては鉄道の存在意義は大きく、特に広大な大陸を横断する貨物の大量輸送においては鉄道が高いシェアを占めている。
鉄道空白地帯の解消も各地で行われている。暴風の影響を受けやすいアラスカ州やシベリアの大部分などの高緯度地域やサハラ砂漠に近い地域など、鉄道空白地帯は世界全体的に見ても少ないわけではない。

## 各国の状況
国の鉄道路線長順リスト#鉄道が存在しない国も参考

### 日本
日本の大都市圏では、鉄道は通勤・通学の手段として不可欠な存在となっている。逆に言えば利便性の高い鉄道の存在が通勤圏の拡大を招き、周辺部から人々が流入することで都市の過密化が加速した。それにより、大都市中心部においては道路交通では輸送力が足りず、慢性的な渋滞と駐車場不足を発生させている。そのため、自宅から最寄り駅までのアクセスは徒歩もしくは自転車が望ましいとされ、これらによるアクセスが比較的容易でない地域が鉄道空白地帯とみなされることが多い。
また、鉄道空白地帯が存在することは政治問題に発展する場合もある。たとえば、名古屋臨海高速鉄道西名古屋港線（あおなみ線）は「鉄道空白地帯の解消」を名分として建設されている。また、2002年2月の埼玉県議会では、新座市一帯について「鉄道空白地帯」としてその解消を求める趣旨の質問がなされている（古寺五一県議）。
沖縄島は第二次世界大戦後長く鉄道空白地帯であったが、沖縄都市モノレール線の開業によって那覇市・浦添市については解消している。一方、北海道では、檜山振興局と日高振興局、留萌振興局が廃線によって鉄道空白地帯となった。

### 中国
中国ではチベットの地域が鉄道空白地帯となっていたが、1980年代に青蔵鉄道が竣工した。

### ラオス
ラオスでビエンチャン郊外のタイとの国境地帯にラオス史上初の鉄道が開通し、鉄道空白国解消となった（タイとの国際鉄道でもある。2009年3月6日読売新聞）。

### 朝鮮半島
ソウル、平壌を中心として南端部やロシア沿海地方、中国方面に路線が伸びるが、空白地帯や鉄道が機能しない区間が存在する。
南半部では、慶全線が釜山と光州を直接結んでいるが、不十分な整備管理や度重なる改良計画の遅延などによって幹線鉄道としては十分に機能していない状態である。
釜山から順天までの東部区間は、複線電鉄化事業が2021年までに完了する予定である。
全羅南道内の西部区間は、改良事業が遅々として進まない状態が長年続いていたが、韓国国会で通過した2019年度の予算案によりようやく光州 - 順天間の整備事業を開始する事ができた。